# 강천면
강천면(康川面)은 경기도 여주시의 면이다.

## 개요
강천면은 여주시 동쪽에 위치한 지역으로 본래 강원도 원주군 관할에 속하였다가 1906년에 여주군 소속이 되었다. 여주시에서 강에 연접한 면적이 가장 많으며, 산세는 강원도를 닮아 풍광이 아름답다. 마감산에는 68ha 규모의 산림욕장이 조성되어 있어 등산객들이 많이 찾아와 산림욕을 즐기고 있으며, 삿갓봉에 위치한 여주온천도 많은 관광객이 찾고 있다. 특히 면내에 목아박물관, 여성생활사박물관, 세종천문대, 경기도학생여주야영장, 가마섬 유원지, 강천 유원지 등 많은 관광지가 있으며, 최근에는 해바라기마을, 오감도토리마을 등 농촌체험관광이 인기를 끌면서 서울을 중심으로 도심의 가족 단위 방문객들의 발길이 잦다.

## 법정리
- 걸은리(傑隱里)
- 가야리(伽倻里)
- 적금리(赤今里)
- 굴암리(窟岩里)
- 강천리(康川里)
- 부평리(釜坪里)
- 도전리(道全里)
- 간매리(看梅里): 면 행정복지센터 소재지
- 이호리(梨湖里)